# Seis días de Stuttgart
Los Seis días de Stuttgart fue una carrera de ciclismo en pista, de la modalidad seis días, que se realizaba en la Hanns-Martin-Schleyer-Halle de Stuttgart (Alemania). Su primera edición fue en 1928 y se disputó hasta 1933. En 1984 se volvió a realizar, hasta el año 2008.

## Palmarés
| Año       | Ganadores                                      | Segundos                                           | Terceros                                            |
| --------- | ---------------------------------------------- | -------------------------------------------------- | --------------------------------------------------- |
| 1928      | Theo Frankenstein Piet van Kempen              | Erich Junge Willy Rieger                           | Henri Duray Victor Standaert                        |
| 1929 (1)  | Emil Richli Pietro Linari                      | Paul Buschenhagen Theo Frankenstein                | Erich Junge Max Skupinski                           |
| 1929 (2)  | Paul Buschenhagen Piet van Kempen              | Max Skupinski Jan Pijnenburg                       | Hans Bragard Albert Meyer                           |
| 1930      | edición no realizada                           | edición no realizada                               | edición no realizada                                |
| 1931 (1)  | Fritz Preuss Paul Resiger                      | Willy Funda Kurt Krüger                            | Lothar Ehmer Oskar Tietz                            |
| 1931 (2)  | Gottfried Hürtgen Viktor Rausch                | Paul Buschenhagen Emil Richli                      | Adolphe Charlier Roger De Neef                      |
| 1932      | edición no realizada                           | edición no realizada                               | edición no realizada                                |
| 1933      | Jan Pijnenburg Emil Richli                     | Gustav Kilian Hans Putzfeld                        | Fritz Preuss Oskar Tietz                            |
| 1934-1983 | ediciones no realizadas                        | ediciones no realizadas                            | ediciones no realizadas                             |
| 1984      | Gregor Braun Gert Frank                        | Josef Kristen Horst Schütz                         | Albert Fritz Roman Hermann                          |
| 1985      | Josef Kristen Henry Rinklin                    | Albert Fritz Dietrich Thurau                       | Gert Frank Michael Marcussen                        |
| 1986      | Gert Frank Rene Pijnen                         | Josef Kristen Dietrich Thurau                      | Danny Clark Anthony Doyle                           |
| 1987      | Roman Hermann Josef Kristen                    | Francesco Moser Anthony Doyle                      | Danny Clark Dietrich Thurau                         |
| 1988      | Roman Hermann Dietrich Thurau                  | Danny Clark Anthony Doyle                          | Volker Diehl Roland Günther                         |
| 1989      | Danny Clark Uwe Bolten                         | Rolf Gölz Roman Hermann                            | Dietrich Thurau Stan Tourné                         |
| 1990      | Volker Diehl Etienne De Wilde                  | Urs Freuler Hans Rudi Maerki                       | Pierangelo Bincoletto Guido Bontempi                |
| 1991      | Andreas Kappes Etienne De Wilde                | Jens Veggerby Stan Tourné                          | Danny Clark Roland Günther                          |
| 1992      | Pierangelo Bincoletto Danny Clark              | Jens Veggerby Stan Tourné                          | Andreas Kappes Etienne De Wilde                     |
| 1993      | Andreas Kappes Etienne De Wilde                | Pierangelo Bincoletto Danny Clark                  | Konstantín Jrabtsov Peter Pieters                   |
| 1994      | Jens Veggerby Etienne De Wilde                 | Kurt Betschart Bruno Risi                          | Andreas Kappes Danny Clark                          |
| 1995      | Danny Clark Etienne De Wilde                   | Kurt Betschart Bruno Risi                          | Jimmi Madsen Jens Veggerby                          |
| 1996      | Jimmi Madsen Jens Veggerby                     | Kurt Betschart Bruno Risi                          | Danny Clark Gerd Dörich                             |
| 1997      | Andreas Kappes Carsten Wolf                    | Kurt Betschart Bruno Risi                          | Danny Clark Matthew Gilmore                         |
| 1998      | Kurt Betschart Bruno Risi                      | Andreas Kappes Adriano Baffi                       | Silvio Martinello Marco Villa                       |
| 1999      | Andreas Kappes Adriano Baffi                   | Tayeb Braikia Jimmi Madsen                         | Silvio Martinello Marco Villa                       |
| 2000      | Andreas Kappes Silvio Martinello               | Adriano Baffi Marco Villa                          | Gerd Dörich Erik Weispfennig                        |
| 2001      | Marco Villa Silvio Martinello                  | Andreas Kappes Gerd Dörich                         | Matthew Gilmore Scott McGrory                       |
| 2002      | Kurt Betschart Bruno Risi                      | Matthew Gilmore Scott McGrory                      | Andreas Beikirch Gerd Dörich                        |
| 2003      | Matthew Gilmore Scott McGrory                  | Andreas Beikirch Andreas Kappes                    | Jens Lehmann Gerd Dörich                            |
| 2004      | Andreas Beikirch Gerd Dörich Andreas Kappes    | Kurt Betschart Franco Marvulli Bruno Risi          | Matthew Gilmore Marty Nothstein Jean-Pierre Van Zyl |
| 2005      | Kurt Betschart Franco Marvulli Bruno Risi      | Andreas Beikirch Gerd Dörich Andreas Kappes        | Alexander Aeschbach Leif Lampater Marco Villa       |
| 2006      | Robert Bartko Guido Fulst Leif Lampater        | Kurt Betschart Franco Marvulli Alexander Aeschbach | Matthew Gilmore Iljo Keisse Marco Villa             |
| 2007      | Bruno Risi Franco Marvulli Alexander Aeschbach | Robert Bartko Guido Fulst Leif Lampater            | Olaf Pollack Peter Schep Danny Stam                 |
| 2008      | Robert Bartko Iljo Keisse Leif Lampater        | Bruno Risi Guido Fulst Alexander Aeschbach         | Andreas Beikirch Gerd Dörich Erik Mohs              |